# Jaroslav Netolička
Jaroslav Netolička (Opava, 1954. március 3. –) olimpiai bajnok csehszlovák válogatott cseh labdarúgókapus.

## Pályafutása

### Klubcsapatban
Pályafutását a Dukla Praha csapatában kezdte, ahol 1973 és 1982 között játszott. Ezalatt a csehszlovák bajnokságot három, a csehszlovák kupát egy alkalommal sikerült megnyernie. Később játszott még a TJ Vítkovice és az 1860 München együtteseiben is. Későbbi pályafutását kisebb csapatoknál töltötte, légiósként megfordult még Belgiumban és Malajziában is.

### A válogatottban
1978 és 1981 között 15 alkalommal szerepelt a csehszlovák válogatottban. Részt vett az 1980-as Európa-bajnokságon és tagja volt az 1980-ban olimpiát nyerő válogatott keretének is.

## Sikerei, díjai
Dukla Praha
- Csehszlovák bajnok (3): 1976–77, 1978–79, 1981–82
- Csehszlovák kupa (1): 1980–81

Csehszlovákia
- Európa-bajnoki bronzérmes (1): 1980
- Olimpiai bajnok (1): 1980